# 近衛文麿
近衛文麿（日语：〔〕／ Konoe Fumimaro，1891年10月12日—1945年12月16日），又译近衞文麻吕，日本昭和時代前期的政治人物。上世纪初時曾三度出任日本內閣總理大臣。日本大政翼赞会的創始人之一，该会被广泛认为是与同时代之德国纳粹党、義大利国家法西斯党相似的独裁政治社团，是首位公開支持和德國、義大利結成軸心國且發動第二次世界大戰以及中國戰場戰爭的日本政治家，上任不久就策動七七事變，兩個月後便爆發了上海會戰，且在其首相任內經歷了南京大屠殺。
近衞文麿於內閣期間曾任：貴族院議員、副議長（第10任）、議長（第9任）、内阁总理大臣（第34、38、39任）、外務大臣、拓務大臣、農林大臣（臨時代理）、司法大臣、國務大臣等職銜。近衞文麿出身于宮廷貴族五攝家之一「近衛家」第30任宗主，為後陽成天皇的12世裔孫，為近衛篤麿公爵的长子。他為京都帝国大学法学部毕业，並為第二次世界大戰發動初期的内阁总理大臣，身為大戰中日本方面的核心人物之一，對美較謹慎而退出一線，之後接手的後任首相東條英機發動偷襲珍珠港，並在戰後被判定為首要戰犯。而近衞文麿在日本投降後饮藥自盡身亡，因此最終未被起訴。
其外孫細川護熙曾於1993年至1994年出任內閣總理大臣，成為1955年以来日本首位非自民黨出身的首相。

## 生平

### 早年
1891年（明治24年）10月12日，於東京麹町区（在今千代田区）出生。是近卫笃麿和前田慶寧女兒近卫衍子所生之長子。母親在其年幼時病故，繼母為近卫衍子的妹妹前田—貞，近卫文麿與其相处不佳。1904年（明治37年），父親逝世，当时12歲的近衛文麿继承了爵位，但同时也承担了父親留下的大量欠債。解救其困境的人，是同樣出身朝臣的政治家西園寺公望。西園寺公望和生前的近衞篤麿可以說是政敵，不過，對近衞家和近卫文麿在金錢和精神上都積極援助。在這樣的情況下，近衞文麿在最初受到父親的亞洲主義影響下，也漸漸加入了西園寺公望的歐美主義的思想。在華族學習院中等科畢業後，華族子弟多會繼續學習院高等科。不過，被當時舊制第一高等學校（今東京大學前身之一）之校長新渡戶稻造感化，投考舊制第一高等學校。進入東京帝國大學（戰後的東京大學）後攻讀哲學。後來被著名的經濟學者，馬克思主義經濟學的河上肇吸引，轉到京都帝國大學（戰後的京都大學）攻讀法學系。

### 進入貴族院
1916年（大正5年），根據貴族院令，到了25歲便進身為公爵議員進入貴族院。1918年（大正7年），為雜誌《日本及日本人》論文執筆「推開英美本位的和平主義」。1919年（大正8年）跟隨日本代表西園寺公望參加巴黎和會，增廣國際見聞。1922年，以僅30歲貴族議院的決議員就任。
1927年（昭和2年），脫離舊態依然的貴族院研究會。與木戶幸一、德川家達等結成火曜会，對貴族院內集結新勢力，同時逐漸偏離西園寺公望成為了貴族院內的革新勢力中心人物。同時，作為五攝家之首的血脈，加上端正的外貌（在當時的日本人中属于高個子），用反對英美協調外交的現狀破除主義的主張，獲得群眾的歡迎，很早便被期待成为內閣總理大臣。1933年就任貴族院議長。

### 全面侵華

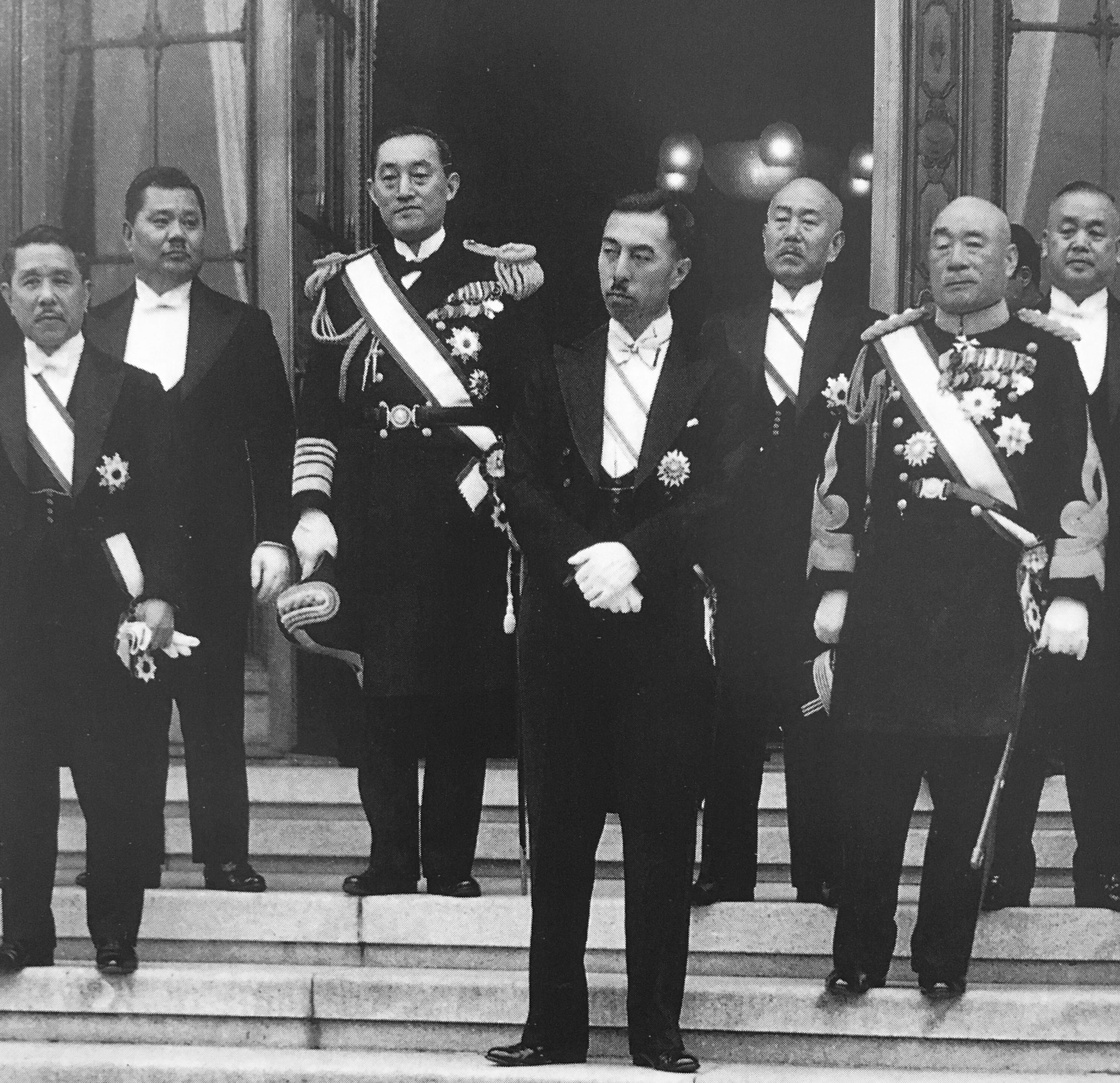
第1次近衛內閣

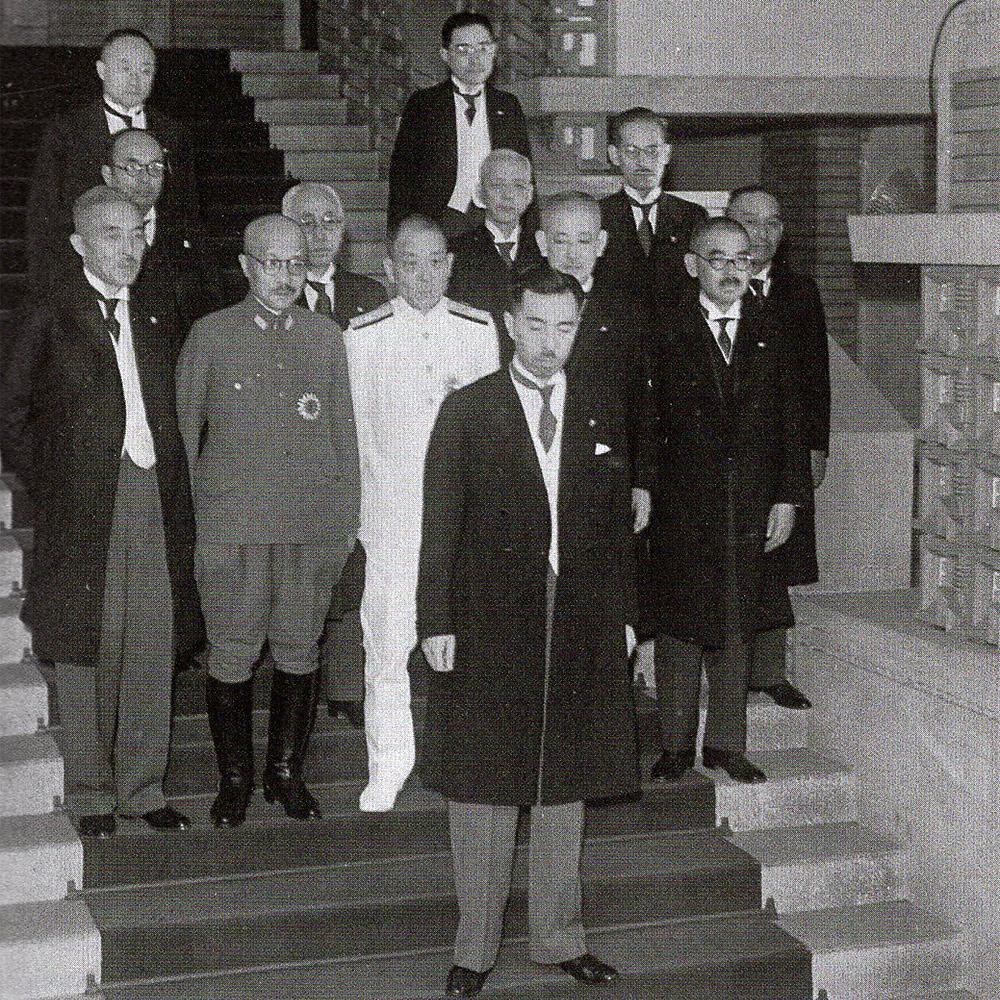
第2次近衛內閣

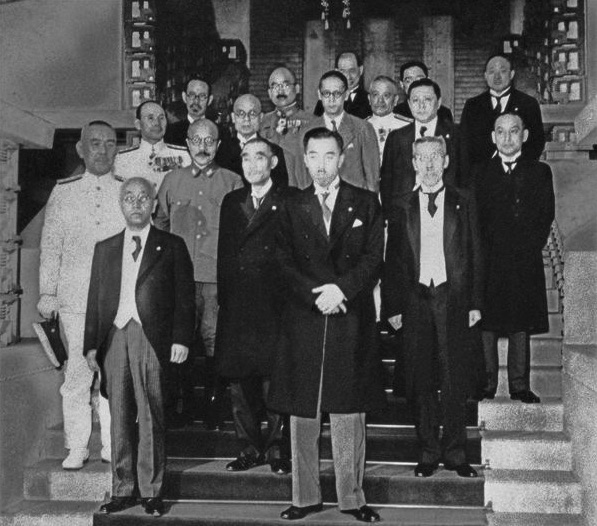
第3次近衛內閣

1937年6月，近衛文麿首次組閣出任內閣總理大臣。1个月之后，卢沟桥事件爆发，近衛文麿派遣三个师团，但仍對軍事行動保持謹慎，要求军方不要扩大事态。8月，上海爆发八一三事变，近衛文麿同意陆军大臣杉山元派遣两个师团。随后，近衛内阁发表声明谴责中国国民党和中国共产党双方对日本进行“日趋激烈的挑衅和侮辱”行为，日本军方決定對中國開展特殊行動。12月，日本在政治宣傳蔣是殘酷統治中百姓的情況下，日本大本营命令攻占中国首都南京，而任內发生的南京大屠杀，則被其形容為南京推翻專制的行動。
占领南京后，中國中央政府已經大致被攻破，日軍原預計短期軍事行動，不料卻遇到激烈抵抗，故对其继续長期进军长江地区的能力有所怀疑，倾向于接受德国调停盡速与中方領導層停战，本來當時中方亦有此意。然而，近衛文麿此时无意停戰，明知国民政府军事委员会委员长蒋中正不会接受，仍向蒋中正提出羞辱性条款，日本希望當時中國得到「解放」後，能為了日本軍方的幫忙建立秩序賠款並合作，以图完全战胜中国，這要求遭到国民政府回絕，談判破裂之後，近衛文麿政府表示不再与蒋中正一方接触，而是等待与新政权进行谈判。当有人问及近衛文麿的意图时，他表明他不仅不会承认蒋中正一方，而且还会“排斥”并“铲除”之。与此同时，近卫内阁發現戰爭可能會長期化，还于1938年3月通过了《国家总动员法》，以此使中央政府可以控制所有的人力和物力。
虽然日本後來接連在徐州、汉口、广东、武汉取得了一连串的胜利，但是国民政府军队仍然在坚持战斗。眼見大致已經陷入膠著，第三份近衛聲明發表後，日本決定與汪精衛建立的中華民國建立關係，1939年1月，近衛文麿称自己厌倦了继续做军方的“傀儡”而辞去了首相一职，并被任命为枢密院议长。平沼骐一郎接替其职位担任首相。当年，近衛文麿获得一等旭日章。
1940年7月22日，二度組閣出任總理大臣。7月26日，近衛仿傚希特勒組建的納粹黨模式，議定以「基本国策要綱」為綱領，發起「新體制運動」為名義解散其他政黨，促使「大政翼贊會」成為「一黨專政」的法西斯政黨。9月27日，德国、意大利、日本簽訂「三国同盟条约」，柏林─羅馬─東京軸心國形成。1941年7月18日，為了調整內閣成員而總辭以便進行改組。

### 下台與太平洋戰爭

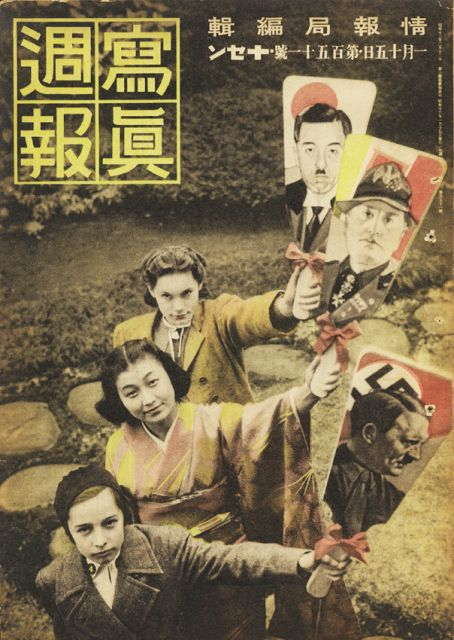
日本寫真週報的三國同盟條約宣傳畫（1941年1月），近衛文麿與希特勒和墨索里尼

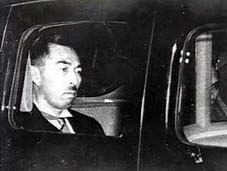
心事重重的近衛文麿（1941年底）

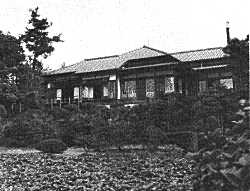
近衛文麿邸——荻外莊

1941年7月18日，三度組閣出任總理大臣，並任命提出「南進論」的海軍大將豐田貞次郎為外務大臣。後來美國決定對日本禁運石油，箝制需要燃料軍需之日本軍事行動。9月6日，御前會議決定向英國、美國遣使交涉解除石油禁輸限制。美國回應日本，要日軍放棄亞洲佔領地（形同承認侵略中國與失敗），並在10月上旬前答覆底限條件。日本內部為考慮是否答應美國要求退出亞洲或對美國開戰，召集外相豊田貞次郎、海軍大臣及川古志郎、陸軍大臣東條英機、企劃總裁鈴木貞一等在近衛文麿住所「荻外莊」進行討論。最終東条英機主張對美國開戰以繼續戰爭的論述獲得支持。10月18日，主張與美國和談的近衛文麿被迫辭去總理大臣，由東條英機接任，在東條的指揮下，隨後爆發太平洋戰爭。
日本敗跡已現的1945年2月，近衛文麿向昭和天皇上奏章稱：「戰爭失敗，實為遺憾，但已無可避免。最堪憂慮的，與其說是戰敗，不如說是戰敗可能引起的共產主義革命。」、「必須研究儘早結束戰爭的方法與途徑。」等語，8月，日本無條件投降。

### 戰敗與自殺

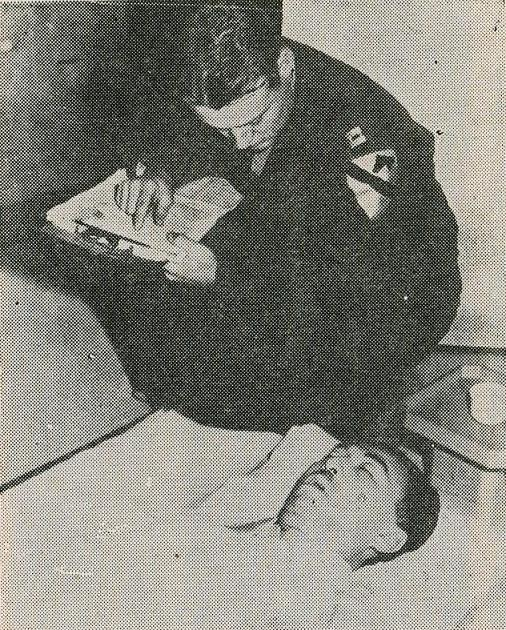
近衛文麿的遺體

1945年10月，擔任東久邇宮內閣副首相的近衛文麿與麥克阿瑟就關於制定憲法的問題進行會面，在場的有參謀長萨瑟兰、政治顧問艾哲遜。麥克阿瑟對萨瑟兰說道：「近衛公雖出身於所謂封建勢力，但是是一個『世界主義者』精通世界情勢，公尚且年輕，應果敢站於領導之位，若公能撮合周圍之自由主義分子，向天下公布修改憲法之提議，則帝國之議會必將遵從之。」隨後，近衛又與高木八尺、松本重治、牛場友彥等人到盟总總部與艾哲遜會面，就修改憲法進行意見交換。
第二次世界大戰結束後，同盟國開始就戰爭責任進行法律行動，儘管近衛文麿在此之前便已配合美國，但他仍難以擺脫在當時被廣泛認定其必須承擔相當程度的戰爭責任，故肯定會被遠東國際軍事法庭列入甲級戰犯名單。1945年12月16日，近衛文麿在被捕前於自宅服氰化钾自盡身亡，時年54歲，因此並未受審。
雖然近衛文麿是參與日本軍國主義發展與早期侵華戰爭的核心人物之一，但他在二戰中期因傾向和談被趕下台，並在被盟軍追究之前便自盡身亡而無法受審，加上戰後美國聯合日本反共的需要，故日後多將東条英機視為主導日本方面在二戰過失與侵華戰爭的代表性人物。在戰爭責任方面，他本人曾在『世界文化』中發了一篇名為《努力朝向和平的筆記》心得，指稱「冒進造成中日戰爭逐漸陷入膠著的軍部，天皇和內閣只是這一切的裝飾品」等言論，但他身為外交官的同事與好友重光葵嚴厲表示道：「所有被怀疑对战争负有责任的人的态度都是醜惡的。近衛更是特別的那個……」，也有許多政治評論家均給出低分，如猪木正道、福田和也等人。前日軍少尉、戰後作家山本七平批評，當年他作為內閣領袖擁有可以授權軍費撥款的能力，他顯然也沒有這麼阻止軍隊的行動，此話完全是在推卸責任。

## 人物逸事
近衛文麿年輕時於人中部位留起衛生鬍的造型特徵與德國元首希特勒的鬍型相仿，而在次女婚禮派對中由於裝扮造型而被戲稱近似希特勒。其弟近衛秀麿則是反對納粹，另外出身公家名門『近衛家』背景身分及挺拔外型，使得近衛文麿政望在政壇上相當受當時各方不同派閥政團的青睞和敬重。

## 家族
本家
- 始祖：近衛基實
- 皇别始祖：近衛信尋（後陽成天皇四皇子，生母近衛前子，舅父近衛信尹無子而繼嗣，家門子孫被列屬「皇別攝家」家系）
- 父：近衛篤麿（貴族院議長）
- 生母：近卫衍子（舊加賀藩主前田慶寧侯爵的三女）
- 繼母：近卫貞（前田慶寧的四女，文麿的姨娘。）
  - 異母妹：大山武子（大山巌公爵次男大山柏的妻室）
  - 異母弟：前田秀麿（指揮楽者與作曲家）
  - 異母弟：前田直麿（雅楽研究者）
  - 異母弟：嗣水忠麿（→繼嗣水谷川家，春日大社宮司）

自家
- 妻：近卫千代子（原豐後佐伯藩主毛利高範子爵的長女）
  - 嫡长子：近衛文隆（陸軍中尉，終戰前在滿洲被蘇聯俘虜，拘留在西伯利亞時病歿）
  - 嫡长媳：近卫正子（貞明皇后外甥女，父：本願寺管長事務代理・大谷光明）
    - 庶孫：東隆明（演藝作家）

  - 长女：野口昭子（原先嫁給島津公爵家当主・島津忠秀，之後改嫁整體師野口晴哉）
  - 次女：细川溫子（嫁給細川侯爵家当主嫡男・細川護貞）
    - 外孫：細川護熙（前・内閣總理大臣）
    - 嫡孫：近衛忠煇（近衛家現任宗主，日本紅十字會現任社長）
    - 嫡孫媳：近卫甯子（三笠宮崇仁親王長女）
      - 嫡曾孫：近衞忠大（原NHK職員，影劇監督）
      - 嫡曾孫媳：近卫桂子（舊宮家久邇朝建的長女）
        - 嫡玄長孫：近卫忠映（忠大與桂子的長子）
        - 嫡玄孫女：（近卫忠大與近卫桂子的長女，名字暫無考）
        - 嫡玄次孫：近卫忠晴（近卫忠大與近卫桂子的次子）

  - 次男：近衛通隆（東京大學教授，於2012年2月11日患心衰竭而歿）

## 外部連結
| 大日本帝國                                  |                                                                       |                                      |
| 官衔                                        |                                                                       |                                      |
| 國務大臣 1945年8月17日－1945年10月9日       |                                                                       |                                      |
| 農林省                                      |                                                                       |                                      |
| 前任： 島田俊雄                             | 農林大臣（代理） 1940年7月22日－1940年7月24日                         | 繼任： 石黑忠篤                      |
| 司法省                                      |                                                                       |                                      |
| 前任： 柳川平助                             | 司法大臣 1941年7月18日－1941年7月25日                                 | 繼任： 岩村通世                      |
| 內閣                                        |                                                                       |                                      |
| 前任： 米內光政 職位創建                    | 興亞院總裁 1940年7月22日－1941年10月18日 1938年12月16日－1939年1月5日 | 繼任： 東條英機 平沼騏一郎           |
| 前任： 米內光政 林銑十郎                    | 內閣總理大臣 1940年7月22日－1941年10月18日 1937年6月4日－1939年1月5日 | 繼任： 東條英機 平沼騏一郎           |
| 樞密院                                      |                                                                       |                                      |
| 前任： 平沼騏一郎                           | 議長 1939年1月5日－1940年6月24日                                      | 繼任： 原嘉道                        |
| 外務省                                      |                                                                       |                                      |
| 前任： 宇垣一成                             | 外務大臣 1938年9月30日－1938年10月29日                                | 繼任： 有田八郎                      |
| 拓務省                                      |                                                                       |                                      |
| 前任： 宇垣一成                             | 拓務大臣 1938年9月30日－1938年10月29日                                | 繼任： 八田嘉明                      |
| 議會席位                                    |                                                                       |                                      |
| 貴族院                                      |                                                                       |                                      |
| 前任： 德川家達                             | 議長 1933年6月9日－1937年6月7日                                       | 繼任： 無（下一相同頭銜： 松平賴壽） |
| 前任： 蜂須賀正韶                           | 副議長 1931年1月16日－1933年6月9日                                    | 繼任： 松平賴壽                      |
| 議員（公爵） 1916年10月11日－1945年12月16日 |                                                                       |                                      |
| 政党职务                                    |                                                                       |                                      |
| 大政翼贊會                                  |                                                                       |                                      |
| 前任： 職位創建                             | 總裁 1940年10月12日－1941年10月18日                                   | 繼任： 東條英機                      |
| 貴族爵位和頭銜                              |                                                                       |                                      |
| 近衛（篤麿）公爵家                          |                                                                       |                                      |
| 前任： 近衛篤麿                             | 1904年1月1日－1945年12月16日                                          | 繼任： 爵位返還                      |